# Käpt’n Blaubär Club
Der Käpt’n Blaubär Club war eine Kindersendung des WDR, die 1993 bis 2001 im Ersten, später zu verschiedenen Sendeterminen auch in den dritten Programmen der ARD sowie im KiKA ausgestrahlt wurde. Grundlage für die Sendung war die Puppentrickserie Käpt’n Blaubärs Seemannsgarn, die Teil der Sendung mit der Maus ist. 
Neben den Hauptfiguren Käpt’n Blaubär (Wolfgang Völz) und Hein Blöd (Edgar Hoppe) spielten auch die Bärchen Gelb, Grün und Rosa sowie das Flöt und die vegetarische fleischfressende Blume Karin (Edith Hancke) eine wichtige Rolle. Einzige (reale) Menschen in der Sendung waren von 1993 bis 1995 die Leichtmatrosin Bille (Sybille Waury), danach Anke (Mirjam Köfer), die beide auch die Rolle des Moderators übernahmen. Später waren weitere bekannte Schauspieler und Comedians wie Dirk Bach, Bastian Pastewka, Guildo Horn und Anke Engelke in der Sendung zu Gast.
Außer den Geschichten mit Käpt’n Blaubär wurden verschiedene Kinderserien wie Die Dinos, DuckTales oder Ernest, der Vampir gezeigt.
2001 wurde die Sendung vorerst abgesetzt und 2002 durch den Nachfolger Blaubär und Blöd ersetzt.